# 趙惠文王
趙惠文王（前310年—前266年），亦称文王。名何，趙武靈王次子，周朝戰國時期趙國君主。在位時有藺相如、廉颇、李牧、趙奢等文武大臣，政治清明，武力強大。

## 簡介
本為公子，趙武靈王寵幸其母吳娃，立其為太子，罷原太子公子章為安陽君。周赧王十七年（前298年）五月初一日，趙武靈王自稱「主父」，將王位禪讓次子趙何，即趙惠文王，當年改元。
前295年安陽君在沙丘兵變，史稱沙丘之乱，只殺了赵国宰相肥義，沒殺死惠文王。後惠文王反擊，安陽君逃亡到主父宮，後來公子成與將軍李兌圍困主父武靈王，將安陽君誅滅。公子成、李兌為了避免「謀主」之滅族的罪責，圍困三個多月，一代英主趙武靈王最後餓死。
前283年秦昭襄王願以十五座城來換赵国收藏的“和氏璧”，卻是要奪取碧玉，計謀為藺相如所破解，史稱完璧歸趙。
前279年秦昭襄王請趙惠文王到秦地澠池（今河南澠池西）去會見，命趙王彈瑟，又為藺相如所破解，沒有使趙國和惠文王失去顏面。
前273年，趙惠文王與魏安禧王聯合攻擊韓國，包圍華陽；秦國的穰侯在韓使陳筮遊說下，會同武安君白起、客卿胡陽率軍急行八天，赴華陽擊敗魏芒卯軍，三員大將遭俘，被殺十三萬人。
前270年秦軍東向進攻韓國，圍困閼與（今山西和順），威脅趙國。趙惠文王欲與秦國爭奪上黨。將軍趙奢從邯鄲出發三十里即止，屯駐二十八天後，接受許曆建議“先據北山上者勝，後至者敗。”趙奢立刻發兵萬人，搶佔北山制高點，居高臨下，大敗秦軍，是為閼與之戰。趙惠文王封趙奢為馬服君。
此後四年趙惠文王卒，年45歲，子孝成王繼位。

## 家庭
父親：
- 趙武靈王趙雍

母親：
- 吳娃

姊妹：
- 公主（姊姊）

兄弟：
- 趙章（安陽君）
- 赵豹（平陽君）
- 趙勝（平原君）

妃
- 趙威

子女
- 趙孝成王趙丹
- 長安君
- 廬陵君
- 燕（燕武成王王后）

## 影視形象
| 年份 | 劇名                      | 演員     | 剧中称谓 |
| ---- | ------------------------- | -------- | -------- |
| 1980 | 《戰國風雲》 （台灣中視） | 孟元     | 趙王     |
| 1997 | 《東周列國戰國篇》        | 赵燕国彰 | 趙惠文王 |
| 2004 | 《西风烈》                | 许还山   | 趙惠文王 |
| 2017 | 《大秦帝国之崛起》        | 李槐龙   | 趙惠文王 |